# Bump 'n' Jump
Bump 'n' Jump es un videojuego de combate en vehículos visto desde arriba, desarrollado por Data East y lanzado originalmente en Japón como Burnin' Rubber (バーニンラバー, Bānin Rabā). Distribuido en Norteamérica por Bally Midway, la versión de arcade estuvo disponible como una placa dedicada y como parte del sistema de casetes DECO de Data East. El objetivo es conducir hasta el final de la pista noqueando a los vehículos enemigos a los bordes, y saltar sobre obstáculos grandes como cuerpos de agua.
El juego arcade fue un éxito comercial en Japón y Norteamérica. El juego fue porteado a la Atari 2600, Intellivision, ColecoVision, Nintendo Entertainment System y Sharp X1. La versión de Famicom de Burnin' Rubber fue distribuida como Buggy Popper (バギー・ポッパー, Bagī Poppā) en Japón en 1986.

## Jugabilidad
Los vehículos enemigos pueden ser autos o camiones. Los autos se pueden chocar a los obstáculos o saltar sobre ellos para destruirlos, mientras que los camiones no pueden ser chocados; solo podrán ser saltados para ser destruidos, y a veces podrán soltar obstáculos que pueden destruir al jugador, o una vida extra. Al final de cada nivel, los jugadores recibirán puntos extra por el número de vehículos chocados. Pasar de un nivel a otro se caracteriza por un cambio de estaciones. Los jugadores reciben puntos por chocar con otros autos y hacerlos chocar con obstáculos.
Cuando se acerque un obstáculo grande que necesite ser saltado, como un cuerpo de agua, el juego mostrará un signo de exclamación como advertencia.

## Ports
Mattel Electronics licenció Bump 'n' Jump de Data East y, en 1983, lanzó una versión de Intellivision y luego una versión para la Atari 2600. También produjeron una versión para la ColecoVision distribuida por Coleco en 1984.
Data East lanzó un port de Burnin' Rubber como Buggy Popper para la Famicom en Japón en 1986. Fue lanzado para la Nintendo Entertainment System en Norteamérica por Vic Tokai en diciembre de 1988 como Bump 'n' Jump. Añadiendo un nivel de complejidad, la versión de NES del juego también requiere que los jugadores recolecten latas de gasolina que se encuentran dispersas en cada pista, ya que su auto consume combustible constantemente a lo largo del juego cuando va muy rápido.

## Recepción
En Japón, Burnin' Rubber fue el noveno juego de arcade más exitoso de 1982. En Estados Unidos, Bump 'n' Jump se encontró entre los trece juegos de arcade más exitosos de 1983.

## Legado
En 1996, Next Generation listó al juego como el número 65 de su «Top 100 juegos de todos los tiempos», elogiando las mecánicas innovadoras de saltar y chocar, la variedad de autos, y la fuerte sensación de velocidad y tensión.
La versión de arcade fue lanzada para la PlayStation Portable en Norteamérica por G1M2 con su título original. El juego también aparece en la compilación Data East Arcade Classics con su nombre original.
Dos clones han sido lanzados para la Commodore 64. Burnin' Rubber en 1983 que utiliza partes del coro de la cantata Herz und Mund und Tat und Leben de Johann Sebastian Bach para la banda sonora. Bumping Buggies fue producido en 1984.

### Puntajes más altos
El 25 de diciembre de 2011, Charlie Wehner de Missouri venció el récord mundial de la versión arcade con un puntaje de 3.175.880. El 14 de septiembre de 2013, John McNeill de Brisbane, Australia reclamó el récord con un puntaje de 5.869.264, pero, debido a problemas de propiedad con Twin Galaxies en aquel entonces, el puntaje no fue reconocido oficialmente hasta el 5 de enero de 2015.
El récord mundial utilizando MAME fue archivado por John McNeill de Brisbane, Australia el 2 de marzo de 2012, con un puntaje de 2.531.168.